# Wassili Pawlowitsch Rotschew
Wassili Pawlowitsch Rotschew (russ. Васи́лий Па́влович Рочев; * 22. Dezember 1951 in Bakur, ASSR Komi) ist ein ehemaliger russischer Skilangläufer, der in den 1970er und frühen 1980er Jahren für die Sowjetunion startete. Er ist der Vater von Wassili Wassiljewitsch Rotschew und war bis zu deren Tod im Januar 2022 mit Nina Rotschewa verheiratet; beide waren ebenfalls erfolgreiche Skilangläufer.

## Werdegang
Rotschew, der für den Dynamo Syktywkar startete, trat international erstmals bei den Europa-Juniorenmeisterschaften 1971 in Nesselwang in Erscheinung. Dort gewann er die Silbermedaille über 15 km und die Goldmedaille mit der Staffel. Bei den Nordischen Skiweltmeisterschaften 1974 in Falun holte er die Bronzemedaille über 15 km und die Silbermedaille mit der Staffel. Zudem wurde er dort Fünfter über 50 km. In den Jahren 1974 und 1975 siegte er bei den Lahti Ski Games jeweils im 15-km-Lauf. Bei den Olympischen Winterspielen 1976 in Innsbruck belegte er den 12. Platz über 50 km und den zehnten Rang über 30 km. Im folgenden Jahr siegte er bei den Svenska Skidspelen mit der Staffel und errang dort zudem den dritten Platz über 30 km. Ende Februar 1977 gewann er bei den Lahti Ski Games mit der Staffel und zum dritten Mal den 15-km-Lauf. Bei den Nordischen Skiweltmeisterschaften 1978 in Lahti wurde er Achter über 15 km und Vierter mit der Staffel. Zwei Jahre später holte er bei den Olympischen Winterspielen 1980 in Lake Placid die Goldmedaille mit der sowjetischen 4 × 10-km-Staffel und die Silbermedaille über 30 km. Im Rennen über 15 km kam er auf den 13. Platz. Bei sowjetischen Meisterschaften siegte er siebenmal mit der Staffel (1972–1976, 1978, 1980), zweimal über 15 km (1974, 1975), zweimal über 30 km (1974, 1977) und einmal über 50 km (1979).